# Rutshelle
Rutshelle Guillaume, née le 28 juillet 1988 à Port-au-Prince, plus connue sous son nom de scène Rutshelle, est une chanteuse, actrice, compositrice et femme d'affaires haïtienne.

## Biographie
Elle est née en juillet 1988 à Port-au-Prince, Haïti. Rutshelle commence à faire de la musique après avoir trouvé sa passion pour le chant en église lorsqu'elle est enfant. Elle a chanté en effet dans l'église de son père. Celui-ci, Louis Destinval, est un pasteur né aux Cayes. 
En 2007, Rutshelle rejoint REL, un groupe de musique de jeunes étudiants à l'École Nationale des Arts (ENARTS). En 2008, elle entame des études de philosophie à l'École Normale Supérieure (ENS) de l’Université d'État d'Haïti. Elle n'a pas obtenu une licence de philosophie. Elle participe aussi à une formation aux techniques vocales organisée à la Fondation pour la connaissance et la liberté (FOKAL) par Émeline Michel, Stevenson Théodore et James Germain.
De 2009 à 2011, elle est professeure de philosophie au collège Bird ( à Port-au-Prince).
En février 2019, elle lance sa marque, RG Collections qui propose une collection de sacs à main et un maillot de bain,.

## Vie privée
Elle est fille unique d'une famille de trois enfants, dont deux grands frères, Maxnold Guillaume, mort le 30 juin 2021 à l'hôpital à la suite d'une fusillade perpétré à Delmas 33, laissant derrière lui sa nièce " Nodie Guillaume " et un cadet dont elle n'a jamais dévoilé son identité,. 
Sa mère, Lorianne Guillaume, née à Anse-à-Veau, est morte le 12 juillet 2023 vers midi,.
Elle a une petite fille issue d'une mariage avec Walner O. Registre, Ruth-Warly O. Registre, avant de divorcée avec ce dernier et se mettre en couple avec le chanteur Roody Roodboy dit Roody Pétuel Dauphin, une relation qui ne durera pas, avec qui elle fera un clip intitulé " spécial ", Roody Roodboy feat Rutshelle Guillaume - Special, sur Youtube. En 2016, elle se mettre en couple avec Stéphan Vincent, cette relation non plus n'a duré qu'un temps.   

## Carrière musicale
Sa carrière musicale décolle avec le single et clip Kite m kriye, puis son premier album Emotions publié en 2014 qui comprend des chansons telles que Wale et incorpore ce single Kite m Kriye,,.
Elle devient rapidement célèbre après sa collaboration avec Kaï pour la chanson Kanse sortie en 2017. Elle sort ensuite son deuxième album solo, Rebelle, en 2018, qui contient les singles Denye Won et Rendez-vous au sommet,,.
Après une pause, elle sort son troisième album solo, Quoi Qu'il Advienne, en 2021, qui  engendre des singles à succès, Rete La, M pa la anko,.. Quoi Qu'il Advienne est son album  le plus polyvalent avec une combinaison de compas, afrobeats et ballades,,. En 2021 toujours, elle est nommée dans deux catégories aux African Talent Awards 2021,. Elle est désignée également meilleure artiste de la diaspora aux All Africa Music Awards, après avoir été nommée dans deux catégories,.
Rutshelle devient ainsi une artiste féminine haïtienne à succès. Le titre de Reine du Konpa est inventée par ses fans et ses pairs,.

## Discographie
- 2014 : Émotions[23].
- 2018 : Rebelle[24],[1].
- 2021 : Quoi Qu'il Advienne[25],[26].

## Filmographique
Rutshelle fait ses débuts d'actrice principale dans le film haïtien Vakans sorti en 2022 et réalisé par Dominique Telemarque,.

## Chansons
- Rete La (Quoi qu'il advienne (QQA) · 2021
- M Pa La Ankò (Quoi qu'il advienne (QQA) · 2021
- All on Me feat. Wendyyy (Quoi qu'il advienne (QQA) · 2021
- Lost Without You (Quoi qu'il advienne (QQA) · 2021
- Denye wòn (Rebelle) · 2017
- Quoi qu'il advienne (Quoi qu'il advienne (QQA) · 2021
- Made by God (Quoi qu'il advienne (QQA) · 2021
- Fou (Quoi qu'il advienne (QQA) · 2021
- Nou Fini (Quoi qu'il advienne (QQA) · 2021
- Je Suis (Emotions) · 2014
- Ou se yon melodi (Quoi qu'il advienne (QQA) · 2021
- Kite M Kriye (Emotions · 2014)
- Wale (Emotions · 2014)
- Guantanamo (Quoi qu'il advienne (QQA) · 2021)
- Poze feat Salatiel Quoi qu'il advienne (QQA) · 2021)
- Victorious (Rebelle · 2017)
- Sekrè (Rebelle · 2017)
- Sa k Rive Nou feat Singuila (Quoi qu'il advienne (QQA) · 2021)
- Good Girl feat. Salatiel (Quoi qu'il advienne (QQA) · 2021
- M p ap Mouri (Quoi qu'il advienne (QQA) · 2021)
- Rendez-vous au sommet (Rebelle · 2017)
- Lanmou Vle Nou (Emotions · 2014)
- Pi pre mwen (Rebelle · 2017)
- J'aime les gentlemen (Rebelle · 2017)
- Pou Yo (Emotions · 2014)
- Intro (Quoi qu'il advienne (QQA) · 2021)
- Fèmen je'w (Rebelle · 2017)
- Sonje ayiti (Rebelle · 2017)
- Bon Jan Van (Emotions · 2014)
- Dechennen'm (Rebelle · 2017)